# 広瀬巌 (哲学者)
広瀬 巌（ひろせ いわお）は、日本の倫理学者、哲学者。カナダマギル大学哲学部教授。
専門は道徳哲学、価値論と公共政策への応用、医療倫理。

## 来歴
早稲田大学本庄高等学院、早稲田大学政治経済学部政治学科(藤原保信ゼミ所属)、早稲田大学大学院経済学研究科(西川潤研研究室)、
英国セントアンドリュース大学大学院 博士号（Ph.D）取得。学部在学中にメキシコ国費留学。　
オックスフォード大学ユニバーシティカレッジ、ハーバード大学、メルボルン大学等で研究員。
WHO（世界保健機関）でパンデミックの倫理指針を考える部会に参加。
カナダ王立協会キティ・ニューマン記念賞受賞。
マギル大学では准教授を経て教授。

## 人物
- 英語、フランス語、スペイン語を話す[2]。

- 妻がいる[3]。

- 高校時代からアテネ・フランセシネマテークに通い、ハリウッド映画史、ヨーロッパ映画、溝口健二映画、前衛舞踏、フリー・ジャズ、プログレッシブ・ロックにも詳しい。

### エピソード
- 『赤江珠緒 たまむすび』（TBSラジオ）のリスナーである。家でラジオを流しっぱなしにしており仕事中は聞かないが、時差の都合で夜の11時ぐらいにたまむすびが聞けるという[2]。日本に滞在中、番組へメッセージを送り2022年1月17日に読まれた縁で、1月24日にゲスト出演した（番組からお礼で赤いステッカーと竹山ガムテープをプレゼントされた）[4]。
- 上記の縁から2022年8月22日に『赤江珠緒 たまむすび』を月曜パートナーのカンニング竹山氏が夏休み休暇の際、代打パートナーを務める。自称「リスナー代表」と名乗っていたが、過去に同番組の「竹ガム企画」で“足がつった際に乳首をつねられると治るのか”の実験をしたことを指し「リスナーに乳首をつねられるのはちょっと・・」と語っている。直後に「石原さとみにつねられるなら願ったり叶ったり」とも述べている。
- 哲学者になろうと思ったのは「好奇心」から。「何でモノが存在するんだろう。時間って何だろうとか色んなことを考えていると、哲学って面白そうだなって。就職とか難しいことは全く考えないで勉強していたら、運良くいい先生に巡り会ったり、いい友達に巡り会ったことで、なぜか就職ができ、最終的に教職につくことになったんです」[2]。
- 「大学生の時バブルの世代だったんですけど、遊びまくって飲みまくって全然勉強をしなかった。何かのきっかけでメキシコに1年留学することがあったんですけど、その時に貧富の差とか貧困があるってのは知識では分かっていたけど、実際見るとギョッとするんですよね。そこから社会の不正義とか構造の改善したいというのが頭に浮かんだ。それで経済学と哲学を勉強することにしたんです」[2]。

## 著作

### 主要論文等
- "Saving the greater number without combining claims", Analysis, 61 (2001).
- "Aggregation and numbers", Utilitas, 16 (2004).
- "Intertemporal distributive judgments", Ethical Theory and Moral Practice, 8 (2005).
- "Weighted lotteries in life and death cases", Ratio, 20 (2007).
- "Aggregation and non-utilitarian moral theories", Journal of Moral Philosophy, 4 (2007).
- "Why be formal?", in Leopold, D. and M. Stears, (eds.) Political Theory: Methods and Approaches. Oxford University Press (2008).
- "Reconsidering the value of equality", Australasian Journal of Philosophy, 87 (2009).
- "Should we select people randomly?", Bioethics, 24 (2010).
- "Prioritarianism and Egalitarianism", in Brooks, T. (ed.) New Waves in Ethics. Palgrave Macmillan (2011).
- "The Americans with Disabilities Act and Health Care Allocation", Problema, 4 (2011).
- "Aggregation and the Separateness of Persons", Utilitas, 25 (2013).
- "Axiological sufficientarianism" in Fourie C. and R. Annette (eds.) How Much Is Enough? Suuffciency and Thresholds in Health Care. Oxford University Press (forthcoming).

### 主要著書等
- Moral Aggregation (Oxford University Press, 2014)
- Egalitarianism (Routledge, 2014)，（齊藤拓訳『平等主義の哲学: ロールズから健康の分配まで』勁草書房，2016年8月）
- The Ethics of Health Care Rationing (Routledge, 2014) [co-authored with Greg Bognar]（児玉聡訳『誰の健康が優先されるのか――医療資源の倫理学』岩波書店，2017年9月）
- The Oxford Handbook of Value Theory (Oxford University Press, 2015) [co-edited with Jonas Olson].
- Weighing and Reasoning: Themes from the Philosophy of John Broome (Oxford University Press, 2015) [co-edieted with Andrew Reisner].

### 翻訳
- 『平等主義基本論文集』勁草書房,2018年5月

## 過去の出演番組

### ラジオ
- 赤江珠緒 たまむすび（TBSラジオ、2022年1月24日[4]、12月19日、2023年1月2日）ゲスト
- 赤江珠緒 たまむすび（TBSラジオ、2022年8月22日）代打パートナー